# Picinae
Picinae es una subfamilia de aves de los carpinteros perteneciente a  la familia Picidae que incluye además a los torcecuellos y a los carpinteritos.  Picinae se distribuye mundialmente e incluye unas 180 especies.
Las especies en Picinae son llamadas carpinteros y pájaros carpinteros en América hispana, y picos, pitos, picamaderos, 'picos barrenos y picos carpinteros en España.  Todos estos nombres indican el hábito de estas especies de golpear y picar en los troncos de árboles. Hacen esto como medio para localizar y acceder a los insectos bajo la corteza, para excavar sus nidos madrigueras en los troncos y también para comunicarse con los de su misma especie indicándoles la posesión del territorio a los rivales.

## Fisiología y comportamiento
Algunos carpinteros y torcecuellos en el orden Piciformes tienen pies zigodáctilo, con dos dedos hacia adelante y dos hacia atrás. Estos pies, aunque adaptados para adherirse a una superficie vertical, pueden ser usados para agarrar y posarse. Varias especies tienen sólo tres dedos. La larga lengua de los carpinteros, en muchos tan larga como el carpintero mismo, puede ser lanzada hacia adelante para capturar insectos. La lengua no está unida a la cabeza del carpintero del mismo modo que en la mayoría de las aves, en vez, ésta se enrolla hacia atrás,  arriba rodeando el cráneo, lo que le permite ser tan larga.
El carpintero primero localiza un túnel de insecto o larva mediante golpeteos en el tronco con la cabeza. Una vez que ha encontrado un túnel, el carpintero cincela la madera hasta encontrar acceso para su lengua. Con la lengua trata de localizar la larva. La legua de un carpintero es larga y termina en una púa. Con ella el carpintero atraviesa la larva y la arrastra fuera del tronco.
Los carpinteros también usan el pico para crear huecos más grandes para sus nidos que tienen de 15-45 cm por debajo de la abertura. Estos nidos son revestidos internamente sólo con virutas y allí las hembras ponen de 2 a 8 huevos blancos. Debido a que los huevos no son visibles para los predadores no necesitan camuflaje. Las cavidades creadas por los carpinteros son también reutilizadas como nido por otras aves, por ejemplo los grajos, los estorninos, algunos patos y búhos, y por mamíferos como las ardillas arbóreas.
Varias adaptaciones se combinan para proteger el cerebro del carpintero del machaqueo substancial que el comportamiento de repiqueteo causa. Tiene un cráneo relativamente grueso con un hueso relativamente esponjoso para acolchar el cerebro. Existe muy poco fluido cerebroespinal en su pequeño espacio subaracnoideo. El ave contrae los músculos mandibulares justo antes del impacto, por lo tanto transmite la sacudida más atrás de cerebro y permite que el cuerpo entero ayude a absorber el choque. Su cráneo relativamente pequeño es menos propenso a la conmoción que el de otros animales.
Algunas especies han modificado las coyunturas entre huesos en el cráneo y la mandíbula superior, así como los músculos que se contraen para absorber estremecimiento del martilleo. El fuerte cuello y los músculos de las plumas de la cola, y el pico en forma de cincel son otras adaptaciones para el martilleo que se ven en la mayoría de estas especies. Otra especie de carpintero, el Carpintero Escapulario, usa su larga lengua primariamente para atrapar la presa del suelo o de abajo de cortezas flojas. Este tiene pocas adaptaciones para absorción de impactos, y prefiere alimentarse en el suelo o desmenuzando en troncos podridos y cortezas, hábitos observados en aves de otras familias.  Una continuidad en las estructuras del cráneo, de poco a altamente especializadas para el machaqueo se ven en diferentes géneros de los carpinteros actuales. En el líbro clásico de John James Audubon, "Aves de América", se describen la ligeras gradaciones en la longitud del cuerno del hioides que se encuentra en diferentes especies de los carpinteros actuales. El tramo de lengua en reposo se guarda en una piel floja en la parte posterior del cuello. Los pequeños huesos dividen lo que en esencia son dos lenguas que se vuelven a juntar antes de entrar al pico.

## Sistemática
La sistemática de los carpinteros es bastante convulsa. Se distinguían cinco subgrupos basados en detalles de plumaje y comportamientos, bajo una asunción irrealista de que la convergencia de esos caracteres fuera baja. Sin embargo, ha resultado probado que los patrones de plumajes y estilos de vida no son confiables para determinar relaciones filogenéticas superiores en los carpinteros, y por lo tanto sólo 3 subgrupos deben aceptarse.

Por ejemplo, los géneros de grandes carpinteros Dryocopus (Eurasia y América) y Campephilus (América) se creía que formaban un grupo distinto. Sin embargo, estos están bastante poco relacionados y en vez son cercanos respectivamente a Mulleripicus del sureste asiático y a Chrysocolaptes. Adicionalmente, la clasificación  genérica de muchas especies, por ejemplo el Carpintero Rufo, ha resultado ser un error, y algunos taxones con relaciones no claras pudieron ser ubicados filogenéticamente mediante estudios de secuencias de ADN.

### Formas fósiles no asignadas
- Género Palaeonerpes (Plioceno Inferior en Ogalalla, del Condado Hitchcock, Estados Unidos) - posiblemente dendropicino
- Género Pliopicus (Plioceno Inferior de Kansas, Estados Unidos) - posiblemente dendropicino
- cf. Colaptes DMNH 1262 (Plioceno Inferior de Ainsworth, Estados Unidos) - ¿malarpicino?

### Especies en orden taxonómico
Ésta es una lista de especies de carpinteros presentada en orden taxonómico.
Tribu Dendropicini
- Género Melanerpes

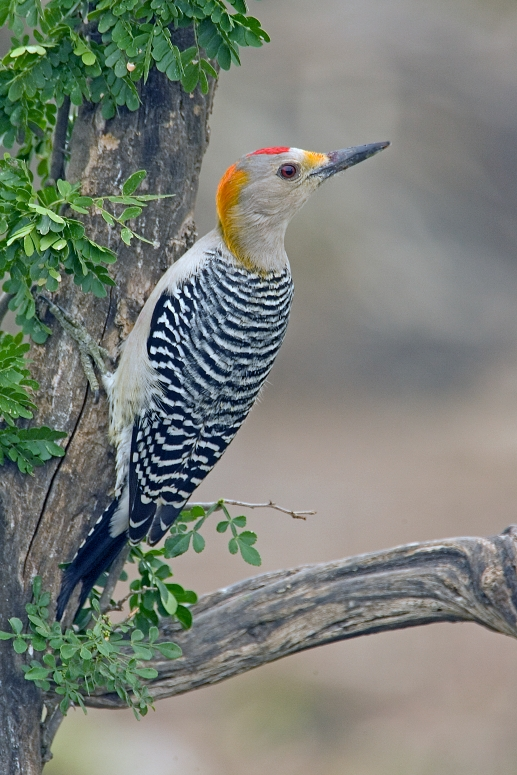
Carpintero frentidorado, Melanerpes aurifrons.

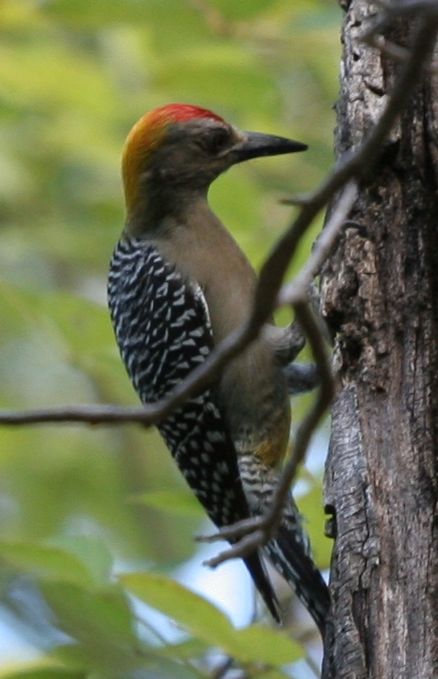
Carpintero de Hoffmann, Melanerpes hoffmannii.

  - Melanerpes candidus, carpintero blanco
  - Melanerpes lewis, carpintero de Lewis
  - Melanerpes herminieri, carpintero de la Guadalupe
  - Melanerpes portoricensis, carpintero puertorriqueño
  - Melanerpes erythrocephalus, carpintero cabecirrojo
  - Melanerpes formicivorus, carpintero bellotero
  - Melanerpes chrysauchen, carpintero nuquigualdo
  - Melanerpes pulcher, carpintero hermoso[4]
  - Melanerpes pucherani, carpintero centroamericano
  - Melanerpes cruentatus, carpintero azulado
  - Melanerpes flavifrons, carpintero arcoíris
  - Melanerpes cactorum, carpintero de los Cardones
  - Melanerpes striatus, carpintero de la Española
  - Melanerpes radiolatus, carpintero jamaicano
  - Melanerpes chrysogenys, carpintero cariamarillo
  - Melanerpes hypopolius, carpintero pechigrís
  - Melanerpes pygmaeus, carpintero uucateco
  - Melanerpes rubricapillus, carpintero coronirrojo
  - Melanerpes hoffmannii, carpintero de Hoffmann
  - Melanerpes uropygialis, carpintero del Gila
  - Melanerpes aurifrons, carpintero frentidorado
  - Melanerpes carolinus, carpintero de Carolina
  - Melanerpes superciliaris, carpintero antillano

- Género Sphyrapicus
  - Sphyrapicus thyroideus, chupasavia oscuro
  - Sphyrapicus varius, chupasavia norteño
  - Sphyrapicus nuchalis, chupasavia nuquirrojo
  - Sphyrapicus ruber, chupasavia pechirrojo

- Género Xiphidiopicus
  - Xiphidiopicus percussus, carpintero verde (ubicación provisional en Dendropicini)

- Género Dendropicos
  - Dendropicos elachus, pito saheliano
  - Dendropicos poecilolaemus, pito cuellipinto
  - Dendropicos abyssinicus, pito abisinio
  - Dendropicos fuscescens, pito cardenal
  - Dendropicos gabonensis, pito del Gabón
  - Dendropicos lugubris, pito lúgubre[5]
  - Dendropicos stierlingi, pito de Stierling
  - Dendropicos namaquus o Thripias namaquus, pito namaqua
  - Dendropicos pyrrhogaster o Thripias pyrrhogaster, pito ventrirrojo
  - Dendropicos xantholophus o Thripias xantholophus, pito coronado
  - Dendropicos elliotii o Mesopicos elliotii, pito de Elliot
  - Dendropicos goertae o Mesopicos goertae, pito gris occidental
  - Dendropicos spodocephalus, pito gris oriental[6]
  - Dendropicos griseocephalus o Mesopicos griseocephalus, pito oliváceo
  - Dendropicos obsoletus (o Dendrocopos obsoletus o Picoides obsoletus), pico dorsipardo

- Género Dendrocopos
  - Dendrocopos temminckii, pico de Célebes
  - Dendrocopos maculatus, pico filipino
  - Dendrocopos ramsayi, pico sulu
  - Dendrocopos nanus, pico capuchipardo
  - Dendrocopos moluccensis, pico crestipardo
  - Dendrocopos canicapillus, pico crestigrís
  - Dendrocopos kizuki, pico kizuki
  - Dendrocopos minor o Picoides minor, pico menor (véase Picoides)
  - Dendrocopos auriceps, pico frentipardo
  - Dendrocopos macei, pico de Macé
  - Dendrocopos atratus, pico estriado
  - Dendrocopos mahrattensis, pico mahratta
  - Dendrocopos dorae, pico árabe
  - Dendrocopos hyperythrus, pico ventrirrufo
  - Dendrocopos darjellensis, pico de Darjeeling
  - Dendrocopos cathpharius, pico pechirrojo
  - Dendrocopos medius, pico mediano
  - Dendrocopos leucotos, pico dorsiblanco
  - Dendrocopos noguchii o Sapheopipo noguchii, pito de Okinawa (véase Sapheopipo)[7]
  - Dendrocopos major, pico picapinos
  - Dendrocopos syriacus, pico sirio
  - Dendrocopos leucopterus, pico aliblanco
  - Dendrocopos assimilis, pico del Sind
  - Dendrocopos himalayensis, pico del Himalaya

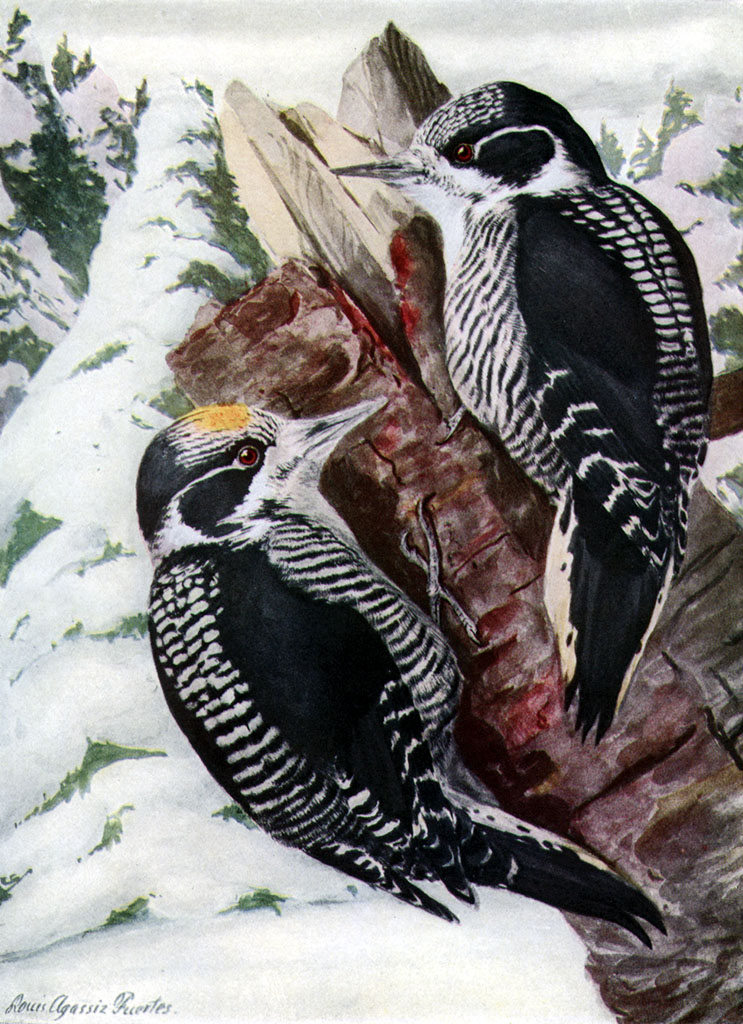
Macho (izquierda) y hembra Picoides dorsalis, pico tridáctilo americano. Pintado por Louis Agassiz Fuertes.

- Género Picoides – este género necesita revisión (Moore et al., 2006). Ver el artículo del género para más información.
  - Grupo de los pequeños
  - Picoides minor, pico menor – anteriormente en  Dendrocopos
  - Picoides pubescens, pico pubescente
  - Picoides nuttallii, pico de Nuttall
  - Picoides scalaris, pico mexicano
  - Grupo de los grandes
  - Picoides borealis, pico de Florida
  - Picoides fumigatus, pico castaño ahumado
  - Picoides villosus, pico velloso
  - Picoides albolarvatus, pico cabeciblanco
  - Picoides stricklandi, pico de Strickland
  - Picoides arizonae, pico de Arizona[8]
  - Grupo de tres dedos (Picoides en sentido estricto)
  - Picoides tridactylus, pico tridáctilo euroasiático
  - Picoides dorsalis, pico tridáctilo americano
  - Picoides arcticus, pico ártico

- Género Veniliornis
  - Veniliornis kirkii, carpintero culirrojo
  - Veniliornis cassini, carpintero cebra
  - Veniliornis chocoensis, carpintero del Chocó
  - Veniliornis maculifrons, carpintero orejigualdo
  - Veniliornis affinis, carpintero teñido
  - Veniliornis nigriceps, carpintero ventribarrado
  - Veniliornis callonotus, carpintero escarlata
  - Veniliornis dignus, carpintero ventriamarillo
  - Veniliornis passerinus, carpintero chico
  - Veniliornis frontalis, carpintero de las Yungas
  - Veniliornis sanguineus, carpintero canguíneo
  - Veniliornis spilogaster, carpintero manchado
  - Veniliornis lignarius, carpintero rayado
  - Veniliornis mixtus, carpintero variado

Tribu Malarpicini
- Género Campethera
  - Campethera punctuligera, pito salpicado
  - Campethera nubica, pito de Nubia
  - Campethera bennettii, pito de Bennett
  - Campethera scriptoricauda, pito de Tanzania[9]
  - Campethera abingoni, pito Colidorado
  - Campethera mombassica, pito de Mombasa
  - Campethera notata, pito de Knysna
  - Campethera maculosa, pito de Guinea
  - Campethera cailliautii, pito de Cailliaud
  - Campethera tullbergi, pito de Tullberg
  - Campethera nivosa, pito nevado
  - Campethera caroli, pito orejipardo

- Género Geocolaptes
  - Geocolaptes olivaceus, pito terrestre

- Género Dinopium
  - Dinopium rafflesii, pito dorsioliva
  - Dinopium shorii, pito de Shore
  - Dinopium javanense, pito culirrojo
  - Dinopium benghalense, pito bengalí

- Género Meiglyptes
  - Meiglyptes tristis, pito triste
    - Meiglyptes tristis tristis pito triste de Java - extinto (c.1920)

  - Meiglyptes jugularis, pito blanquinegro
  - Meiglyptes tukki, pito tukki

- Género Hemicircus (ubicación provisional en Malarpicini)
  - Hemicircus concretus, pito colicorto
  - Hemicircus canente, pito de corazones

- Género Micropternus (anteriormente en Celeus)
  - Micropternus brachyurus, carpintero rufo

Tribu Picini
- Género Picus
  - Picus mineaceus, pito bandeado
  - Picus chlorolophus, pito crestigualdo
  - Picus puniceus, pito alirrojo
  - Picus flavinucha, pito nuquigualdo
  - Picus mentalis, pito gargantilla
  - Picus viridanus, pito verdoso
  - Picus vittatus, pito colinegro
  - Picus xanthopygaeus, pito culigualdo
  - Picus squamatus, pito escamoso
  - Picus awokera, pito japonésPicus viridis, Pito Real en busca de insectos, figura de Scientific American suplemento, n.º 492, 6 de junio de 1885.
  - Picus viridis, pito real

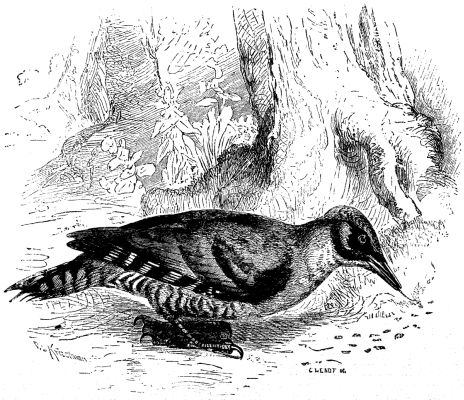
Picus viridis, Pito Real en busca de insectos, figura de Scientific American suplemento, n.º 492, 6 de junio de 1885.

  - Picus vaillantii, pito de Levaillant
  - Picus rabieri, pito vietnamita
  - Picus erythropygius, pito cabecinegro
  - Picus canus, pito cano

- Género Mulleripicus
  - Mulleripicus fulvus, picatroncos de Célebes
  - Mulleripicus funebris, picatroncos filipino
  - Mulleripicus pulverulentus, picatroncos pizarroso

- Género Dryocopus
  - Dryocopus galeatus, picamaderos caricanelo
  - Dryocopus lineatus, picamaderos listado
  - Dryocopus pileatus, picamaderos norteamericano
  - Dryocopus schulzi, picamaderos chaqueño
  - Dryocopus javensis, picamaderos ventriblanco
  - Dryocopus hodgei, picamaderos de Andamán
  - Dryocopus martius, picamaderos negro

- Género Celeus
  - Celeus loricatus, carpintero canelo
  - Celeus grammicus, carpintero rojizo
  - Celeus undatus, carpintero ondoso
  - Celeus castaneus, carpintero castaño
  - Celeus elegans, carpintero elegante
  - Celeus lugubris, carpintero lúgubre
  - Celeus flavescens, carpintero amarillento
  - Celeus flavus, carpintero amarillo
  - Celeus spectabilis, carpintero cabecirrufo
  - Celeus obrieni, carpintero caatinga[10]
  - Celeus torquatus, carpintero pechinegro
  - Celeus brachyurus o Micropternus brachyurus, carpintero rufo (véase Micropternus)

- Género Piculus
  - Piculus simplex, carpintero alirrufo
  - Piculus callopterus, carpintero panameño
  - Piculus litae, carpintero de Lita
  - Piculus leucolaemus, carpintero gorgiblanco
  - Piculus flavigula, carpintero gorgigualdo
  - Piculus chrysochloros, carpintero verdiamarillo
  - Piculus aurulentus, carpintero cejigualdo

- Género Colaptes
  - Colaptes rubiginosus, carpintero olivo-dorado
  - Colaptes auricularis, carpintero coronigrís
  - Colaptes rivolii, carpintero manto carmesí
  - Colaptes atricollis, carpintero peruano
  - Colaptes punctigula, carpintero moteado
  - Colaptes melanochloros, carpintero real
    - Colaptes (melanochloros) melanolaimus, carpintero pechidorado

  - Colaptes auratus, carpintero escapulario
    - Colaptes (auratus) auratus, carpintero cañón amarillo
    - Colaptes (auratus) cafer, carpintero cañón rojo
    - Colaptes auratus/cafer rufipileus carpintero  de Guadalupe- extinto (c.1910)

  - Colaptes chrysoides, carpintero de California
  - Colaptes fernandinae, carpintero churroso
  - Colaptes pitius, carpintero pitío
  - Colaptes rupicola, carpintero andino
  - Colaptes campestris, carpintero campestre

Tribu Megapicini
- Género Campephilus
  - Campephilus pollens, picamaderos poderoso
  - Campephilus haematogaster, picamaderos ventrirrojo
  - Campephilus rubricollis, picamaderos cuellirrojo
  - Campephilus robustus, picamaderos robusto
  - Campephilus melanoleucos, picamaderos barbinegro
  - Campephilus gayaquilensis, picamaderos de Guayaquil
  - Campephilus guatemalensis, picamaderos piquiclaro
  - Campephilus leucopogon, picamaderos dorsiblanco
  - Campephilus magellanicus, picamaderos de Magallanes

- - Campephilus principalis, picamaderos picomarfil (posiblemente extinto)
    - Campephilus (principalis) bairdii, carpintero real cubano  (posiblemente extinto)[11]

  - Campephilus imperialis, picamaderos imperial (posiblemente extinto)

- Género Chrysocolaptes

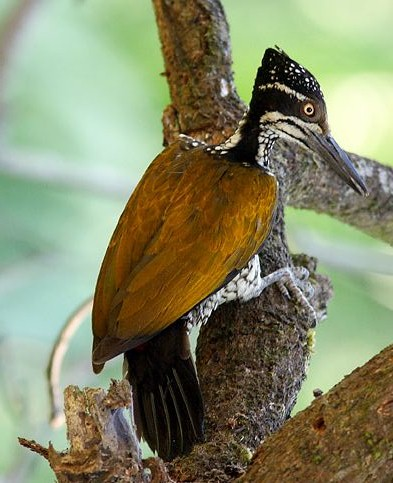
Hembra de pito sultán
de los Ghats Occidentales, Chrysocolaptes lucidus socialis.

  - Chrysocolaptes festivus, pito dorsiblanco
  - Chrysocolaptes lucidus, pito sultán
- Género Reinwardtipicus
  - Reinwardtipicus validus, pito dorsinaranja
- Género Blythipicus
  - Blythipicus rubiginosus, pito herrumbroso
  - Blythipicus pyrrhotis, pito orejirrojo
- Género Gecinulus (ubicación provisional en Megapicini)
  - Gecinulus grantia, pito del bambú norteño
  - Gecinulus viridis, pito del bambú sureño
- Género Sapheopipo (ubicación provisional en Megapicini)
  - Sapheopipo noguchii pico de Okinawa (también considerado en Dendrocopos)